# KWS Sat
KWS SAAT SE & Co. KGaA  er en tysk producent af frø til planteavl med aktiviteter i 70 lande. Virksomhedens produkter inkluderer frø til sukkerroer, korn, gryn, olie, proteinplanter, sorghum og grøntsager. De har hovedkvarter i Einbeck. Oprindeligt havde virksomheden hovedkvarter i Klein Wanzleben, hvor den blev etableret i 1856.